# Marcin Ciszewski (śpiewak operowy)
Marcin Ciszewski – polski śpiewak operowy: tenor, haute-countre oraz kontratenor, doktor habilitowany sztuk muzycznych. Pracuje na stanowisku profesora w macierzystej uczelni (Akademia Muzyczna w Gdańsku) na Wydziale Wokalno-Aktorskim.

## Edukacja
W 1999 ukończył Akademię Muzyczną w Gdańsku (dyplom z wyróżnieniem w klasie śpiewu prof. Piotra Kusiewicza). Kształcił się również pod kierunkiem takich pedagogów śpiewu jak: Kinga Chełmińska, Ryszard Minkiewicz, Kai Wessel, Gerhard Kahry, Dariusz Paradowski.

## Działalność artystyczna
W czasie studiów występował na estradach filharmonicznych w Polsce, wykonując głównie repertuar oratoryjno-kantatowy. Śpiewał głosem tenorowym i kontratenorowym, dlatego proces kształcenia przebiegał dwutorowo. Artysta ukończył studia jako tenor, kontratenor i haute-countre.
Debiutował w Warszawskiej Operze Kameralnej i Filharmonii Narodowej. Wyspecjalizował się w wykonawstwie muzyki dawnej. Dołączył do międzynarodowego grona prekursorów – śpiewaków wykonujących partie wokalne epok renesansu i baroku. Rozpoczął współpracę z zespołami muzyki dawnej, m.in. Il Tempo, Ars Nova, Dolnośląska Orkiestra Barokowa, Cappella Gedanensis, Parnassos, Musica Antiqua Köln.
Marcin Ciszewski dokonał wielu nagrań CD, radiowych i telewizyjnych – m.in. płyta „Święty Kazimierz Król Polski” A. Scarlattiego (światowe prawykonanie), została nominowana do nagrody muzycznej „Fryderyk” w kategorii Muzyka dawna.
Artysta koncertował w wielu krajach europejskich. Śpiewał na festiwalach i estradach muzycznych w Paryżu (Katedra Notre-Dame w Wersalu), Rouen, Luneville, Saint Denis, Rioclar, Pontoise, Grenoble, Brest, Quimper, St Renan i innych. Wystąpił w takich salach jak: Concertgebouw (Amsterdam), Tonhalle (Zurich), Casino (Bazylea), Kultur Center Saal (Lucerna), Theatre Royal de Namur (Francja), Audytorium de Lyon, Opera de Besancon, Theatre du Capitole de Tulouse, Generale Theatre de Bourg-en-Bresse.
W 2002 został zaproszony przez Rinaldo Alessandriniego do udziału w przedsięwzięciach muzycznych Europejskiej Akademii Barokowej w Ambronay (Francja). Artysta wystąpił na festiwalach w Polsce i za granicą, m.in. Festiwalu Vezere we Francji (program „Nova Polska 2004”). Artysta koncertował m.in. pod batutą polskich dyrygentów, takich jak: Stefan Stuligrosz, Marek Tracz, Tadeusz Zathey, Jerzy Kosek, Mirosław Jacek Błaszczyk, Jerzy Salwarowski, Jerzy Swoboda, Stanisław Krawczyński, Wojciech Michniewski, Jacek Boniecki, Jan Łukaszewski, Michał Nesterowicz.
Należy do prestiżowego, europejskiego stowarzyszenia artystów Spedidam z siedzibą w Paryżu. SPEDIDAM założona w 1959 roku, jest organizacją zbiorowego zarządzania prawami własności intelektualnej artystów wykonawców.

## Kameralistyka
Od 2006 Marcin Ciszewski współpracuje z polską organistką Ewą Bąk. Wspólnie wystąpili na ponad stu polskich i międzynarodowych festiwalach organowych. Dokonują nagrań płytowych radiowych i telewizyjnych. Prezentują publiczności repertuar organowy i możliwości głosu kontratenorowego w dziełach mistrzów od renesansu po współczesność. Jako wyjątkowy artystyczny duet, dokonują nagrań płytowych, radiowych i telewizyjnych, w tym światowych prawykonań utworów polskich kompozytorów m.in. Mariana Sawy i Jacka Urbaniaka. Ma na swoim koncie kilkanaście światowych prawykonań utworów nie tylko z kręgu muzyki dawnej, ale również prawykonań utworów specjalnie dla Niego napisanych przez kompozytorów współczesnych.

## Pedagogika
Marcin Ciszewski rozpoczął pracę pedagogiczną w 2000, prowadząc konsultacje z emisji głosu w trójmiejskich zespołach chóralnych. W latach 2001–2012 był kierownikiem Chóru Akademii Morskiej w Gdyni i współtwórcą zespołu. W 2005 powrócił do macierzystej uczelni w Gdańsku, gdzie w 2012 uzyskał stopień naukowy doktora sztuk muzycznych. Od tego czasu Marcin Ciszewski prowadzi swoją klasę śpiewu solowego. Wykłada również w Podyplomowym Studium Muzyki Dawnej AM w Gdańsku. Prowadzi prelekcje, szkolenia i wykłady na temat emisji głosu dla środowisk akademickich i innych grup zawodowych pracujących głosem. W 2019 uzyskał stopień doktora habilitowanego. Za wybitne osiągnięcia swojego chińskiego absolwenta - Tianji Liu, Marcin Ciszewski został uhonorowany międzynarodowymi tytułami:  Oustanding Teacher oraz Excellent Vocal Teacher.